# Julija Navalná
Julija Borisovna Navalná (rusky Ю́лия Бори́совна Нава́льная, Julija Borisovna Navalnaja, rodným jménem Abrosimovová, rusky Абро́симова; * 24. července 1976, Moskva, Sovětský svaz) je ruská ekonomka a aktivistka.
Jejím manželem byl ruský opozičník Alexej Navalnyj, který v únoru 2024 zemřel v trestanecké kolonii na Sibiři.

## Život

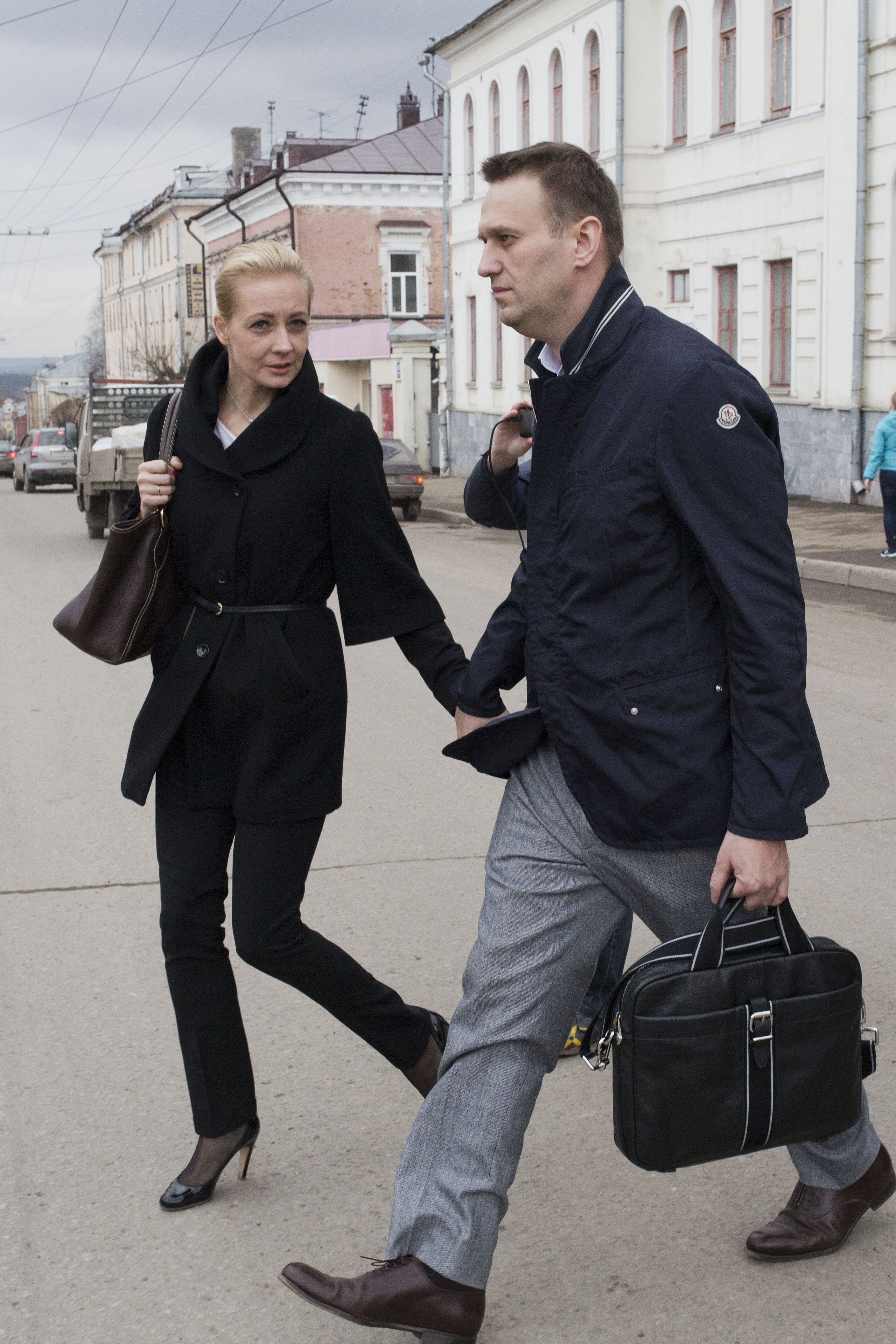
Manželé Navalní v r. 2013

Navalná vystudovala zahraniční obchod v Moskvě. V roce 1998 se seznámila se svým budoucím manželem Alexejem, svatbu měli o dva roky později. Měli spolu dvě děti.
Svého manžela vždy podporovala. V roce 2014, když byl Navalnyj poprvé uvězněn, proti němu odmítla svědčit navzdory policejním výhrůžkám.
V srpnu 2020 poté, co byl Navalnyj otráven a hospitalizován na klinice v Omsku, požádala jeho žena přímo ruského prezidenta Vladimira Putina o povolení k odjezdu manžela do Německa. Stalo se tak za situace, kdy byl život Navalného v ohrožení a ruští lékaři jej odmítali na léčení do zahraničí propustit.
S rostoucí popularitou Navalné se v médiích objevovaly úvahy, zda by se mohla stát „ruskou Cichanouskou“, tedy lídryní celonárodní opozice. Svého manžela mohla zastoupit např. podle politologa Konstantina Kalačeva, podle kterého má šarm, charisma i odvahu. „Z manželky politika se sama stala političkou,“ uvedl. V polovině ledna 2021 mediální skupina Tsargrad, kterou vlastní miliardář blízký Kremlu Konstantin Malofejev, pohrozila zveřejněním soukromých zpráv mezi Navalným a jinými ženami, pokud Navalná neslíbí, že se nestane „ruskou Cichanouskou“.
Dne 23. ledna 2021 byla Navalná zadržena na demonstraci, která se na podporu jejího muže konala v Moskvě. Později téhož dne ji úřady propustily.

### Po smrti Alexeje Navalného
Po smrti svého manžela Alexeje Navalného označila za jeho vraha ruského prezidenta Vladimira Putina. Rusy vyzvala k pokračování v boji za svobodné a mírumilovné Rusko. Sama se rozhodla pokračovat v manželově práci. Oběť, kterou přinesl, podle ní nesmí přijít nazmar. „Nevzdávejme se. Já se nebojím a vyzývám vás k tomu, abyste se také nebáli,“ uvedla Julija Navalná.
Navalná je přesvědčena, že její manžel byl otráven novičokem a úřady proto s vydáním těla čekaly, až z těla vyprchají stopy této nervově paralytické látky. Petici za vydání těla rodině v Rusku podepsaly tisíce lidí. Stalo se tak nakonec až osm dní po jeho smrti. 
Jeho pohřeb se uskutečnil 1. března v Moskvě, v chrámu Matky Boží v Marjině a na Borisovském hřbitově. Přes policejní dohled se částečně proměnil v protirežimní a protiválečný protest, lidé skandovali např. Putin je vrah, Rusko bez Putina nebo Ne válce.
Navalná v tento den zveřejnila na síti X vzpomínkové video a vzkaz manželovi:
—  Yulia Navalnaya, эмоциональное послание покойному мужу 

### Poledne proti Putinovi
Před prezidentskými volbami, které se v Rusku konaly od 15. do 17. března 2024, vyzvala Navalná Rusy nesouhlasící s režimem k akci Poledne proti Putinovi.
K účasti na ní vybídl nespokojené Rusy dva týdny před svou smrtí její manžel Alexej Navalnyj. „Bude to celonárodní protest proti Putinovi, blízko místa, kde žijete. Může na něj přijít každý, kdekoli. Budou se ho moct zúčastnit miliony lidí. A desítky milionů lidí toho budou moci být svědky,“ uvedl Navalnyj, podle nějž není způsob, jak takovou akci zastavit. Účast v poledne je podle něj tradičně vysoká, takže je „prostě nemožné“ rozpoznat, kdo přišel hlasovat proti Putinovi. Akce s názvem Poledne proti Putinovi má být podle Navalného i vyjádřením nesouhlasu s elektronickým hlasováním, které režimu umožní snadnější falšování výsledků. List Novaja gazeta akci označil za „politický testament Navalného“.